# Ludvig Helveg
Nicolaus Ludvig Helveg (født 26. april 1818 i Odense, død 5. september 1883 sammesteds) var en dansk præst og kirkehistoriker, broder til Frederik Helveg og far til Leopold og Regner Helweg.

## Opvækst og uddannelse
Ludvig Nicolaus blev født i Odense og kom så tidlig i sin fødebys skole, at han allerede 1834 var moden til dimission, men af økonomiske grunde blev han holdt tilbage i skolen endnu et år. Dette sidste skoleår fik stor betydning for ham i religiøs henseende. Dr. Christian Andreas Hermann Kalkars religionstimer, Jacob Peter Mynsters og især N.F.S. Grundtvigs skrifter gjorde et dybt indtryk på ham, og da han som student kom til hovedstaden, var han allerede klar over, at han "hellere vilde staa imod den hele Verden som Grundtvigs Væbner end sværge til nogen anden Fane". 1840 tog han teologisk attestats, og samme år fik han et hæderligt accessit for besvarelsen af en prisopgave fra den gammeltestamentlige teologis enemærker.
Det var hans ønske at vie sit liv til videnskabelige studier, men for udkommets skyld måtte han foreløbig i tre år overtage en huslærerplads på Margård ved Odense. Under opholdet der skrev han en afhandling om tro og viden, som han oplæste i Fyens Stifts litterære selskab og senere (1843) lod trykke i selskabets tidsskrift For Litteratur og Kritik. Omtrent samtidig blev han valgt til udgiver af dette tidsskrift, og det hverv røgtede han indtil dets ophør (1848). Som redaktør skrev han forskellige afhandlinger, der røbre retningen af hans studier, blandt andre en undersøgelse om Christian VI og den Tids religiøse Bevægelser, et forarbejde til hans livs hovedværk, 
og en sammenligning imellem Grundtvig og Friedrich Schleiermacher i kirkelig og teologisk henseende, der viser, hvor han havde taget sit åndelige stade.
Da han i foråret 1844 var vendt tilbage til København, overtog han, i begyndelsen i forbindelse med Anton Carl Emil Christiani, ledelsen af de gudelige forsamlinger, som Jacob Christian Lindberg, der netop da gik ud som præst, havde holdt hver søndag aften, navnlig for at modarbejde baptismen. Københavns konvents arbejde på sSamlingen af en ny salmebog vakte hans opmærksomhed for vore gamle salmer, og sammen med sin ven Carl Joakim Brandt udgav han Den danske Salmedigtning (1846-47), hvis 2 bind ikke alene indeholder en salmeanthologi, men desuden biografiske oplysninger om forfatterne. Kort efter afslutningen af dette arbejde gjorde han et forgæves forsøg på at vinde den teologiske licentiatgrad ved en eksegetisk undersøgelse: Om Troen og Guds Ord (trykt i P.C. Kierkegaards Fortsættelser fra Pedersborg II), og i flere år afløste den ene skuffelse den anden.
Et håb om at opnå et teologisk lektorat ved Christiania Universitet brast (1847), da C.P. Caspari trådte frem som medbejler til pladsen. Da han søgte embedet som diaconus i Aabenraa (1850), blev Andreas Leth foretrukket ved valget, og da han (1852) konkurrerede om en professorpost i kirkehistorie ved Universitetet, gik Johan Frederik Hagen af med sejren. Efter konkurrencen om professoratet rejste han ved en artikel i Berlingske Tidende (1852, Nr. 232) Spørgsmålet om hovedstadens forsyning med flere kirker og præster, og da der siden blev nedsat et udvalg til opførelse af en ny kirke på Nørrebro (Johanneskirken), var han i begyndelsen medlem af dette, men han trak sig snart tilbage, "fordi han ikke vilde have Skin af selv at ville skabe sig en Præstestilling".
Hans ønske om en præstegerning i København blev dog ikke opfyldt hverken før eller efter Johanneskirkens opførelse. 1857 blev han kaldet til residerende kapellan ved St. Knuds Kirke i Odense samt præst ved hospitalet—en tid også ved tugthuset --, og i denne stilling virkede han til 1883.

## Kirkehistoriker
Da Selskabet for Danmarks Kirkehistorie 1849 blev dannet, var han en af stifterne; han blev den første redaktør af selskabets tidsskrift: Kirkehistoriske Samlinger (1849-52), og et omrids af Danmarks Kirkehistorie efter Reformationen fra hans hånd var et af de arbejder, det nye selskab straks stillede i udsigt. Det 1. hæfte af det bebudede omrids udkom 1850, og 1855 var de 2 bind af Den danske Kirkes Historie efter Reformationen færdige (2. udg. 1857-83).
I 1859 blev han medlem af Det kongelige danske Selskab for Fædrelandets Historie.
1855 vandt han den filosofiske doktorgrad for en afhandling om de danske domkapitler, der viste, at hans studier også var nåede til tiden før reformationen, og 1857-70 udkom Den danske Kirkes Historie før Reformationen, ligeledes i 2 bind. Han er i reglen gået tilbage til de oprindelige kilder, og han har fremdraget meget nyt og i stilhed rettet mange gamle fejltagelser. Men skønt han hverken savnede forarbejder eller medarbejdere, var stoffet dog den gang på mange punkter kun lidt samlet og sigtet, og der savnedes så mange enkeltundersøgelser, at der senere blev meget at tilføje og en del at ændre i hans fremstilling. Hertil kommer, at hans sudier væsentlig var rettede på den danske kirkehistorie, hvorfor sammenhængen mellem de historiske fænomener i Danmark og i udlandet ikke altid bliver stillet i det fornødne lys. Men alt i alt er Helvegs værk et betydeligt arbejde, og den varme, der præger den jævne, nogle gange alt for brede, fremstilling, skaffede det en stor udbredelse, og det bidrog ikke lidt til at vække og nære sansen for historisk læsning i vide kredse af danskere. Som en påskønnelse af hans kirkehistoriske forfattervirksomhed meddelte det teologiske fakultet ham ved Jubelfesten 1879 æresgraden som doktor i teologien.

## Præst
Helveg var dog først og fremmest præst. Som prædikant savnede han i høj grad ydre gaver. Hans stemme var hæs, hans foredrag tungt og slæbende, og han forsmåede alle former af legemlig veltalenhed. Men der var en ejendommelig inderlighed og pålidelighed over hans i god forstand enfoldige forkyndelse, som sikrede hans ord indgang hos dem, der længtes efter et evangelisk vidnesbyrd, og i Gråbrødrekirken samledes der efterhånden en talrig menighed, der i mange måder var et sidestykke til den frie menighed i Vartov. Langvejs fra søgte fynboerne til Odense om søndagen for at styrkes og oplives ved det fællesskab, der trådte dem i møde i den lille Hospitalskirke, og på vennemøder, på højskoler og friskoler var Helveg en nidkær talsmand for Grundtvigs kirkelige og folkelige frihedskrav og for hans skoletanker.
1864 fremtrådte han med flyveskriftet Om Grundtvigs sære Indfald som et svar til Hans Lassen Martensen, og ved artikler i Dansk Kirketidende, af hvilken han 1855-57 var medudgiver, og i Nordisk Maanedsskrift for kristelig og folkelig Oplysning, som også bar hans navn på titelbladet, fik han ofte lejlighed til at udvikle sit syn på kirkens og borgersamfundets anliggender, på mytologien og kirkehistorien. Han var et ivrigt medlem af den 1861 stiftede Danevirkeforening og en trofast ven af sønderjyderne; af kærlighed til dem tog han 1874 del i ordinationen på Askov Højskole, der påførte ham en retssag, som for hans vedkommende endte med idømmelsen af en bøde. For at skaffe landsmænd i Amerika gudstjeneste på modersmaalet dannede han 1871 Udvalget for dansk-amerikansk Mission, og han var i flere år udvalgets formand.
Men den store virksomhed gjorde ham gammel før tiden. Da han 1882 under stor deltagelse holdt jubilæum som præst i Odense, havde han allerede i flere år måttet holde kapellan, og næste år tvang den voksende svagelighed ham til at søge afsked. Det var hans agt at tage bolig i København, men netop som den vogn, der skulle bringe ham til jernbanestationen, holdt for døren, blev han ramt af et slagtilfælde, der 5. september medførte døden. Efter hans død udkom der (1884) en samling af hans prædikener, og selv havde han (1863) udgivet en udlæggelse af korintherbrevene, der var en frugt af hans bibellæsninger. 
1847 ægtede han Thalia Caroline Elisabeth Luun (død 1873), datter af proprietær A. Luun på Lammehave. De blev forældre til Leopold Helweg.